# Marquesado de Riestra
El marquesado de Riestra es un título nobiliario español creado por la reina regente María Cristina de Habsburgo-Lorena y concedido en nombre de Alfonso XIII a favor de José María Riestra y López, senador del Reino, mediante Real Decreto de 4 de febrero de 1893 y Despacho expedido el 12 de mayo del mismo año.

## Marqueses de Riestra
|                           | Titular                     | Periodo                   |
| Creación por Alfonso XIII | Creación por Alfonso XIII   | Creación por Alfonso XIII |
| ------------------------- | --------------------------- | ------------------------- |
| I                         | José María Riestra y López  | 1893-1923                 |
| II                        | Raimundo Riestra y Calderón | 1923-1967                 |
| III                       | Antonio Riestra del Moral   | 1968-1984                 |
| IV                        | José María Riestra Pita     | 1985-hoy                  |

## Historia de los marqueses de Riestra
- José María Riestra y López (1852-1923), i marqués de Riestra, senador del Reino, diputado a Cortes.[1][2]

Casó el 7 de marzo de 1882, en La Coruña, con María Calderón y Ozores, dama noble de la Orden de María Luisa. El 16 de diciembre de 1923 le sucedió su hijo:
- Raimundo Riestra y Calderón (1882-1967), ii marqués de Riestra, diputado a Cortes.[1][2]

Casó en primeras nupcias con Isidora Peinador Estévez y en segundas nupcias con María del Moral y Sanjurjo, hija del político Antonio del Moral López. El 22 de noviembre de 1968, previa orden del 20 de abril del mismo año para que se expida la correspondiente carta de sucesión (BOE del 29 de abril), le sucedió su hijo:
- Antonio Riestra del Moral (26 de octubre de 1909-Madrid, 29 de octubre de 1984), iii marqués de Riestra, procurador a Cortes, director del Instituto de Estudios Políticos y miembro de la Falange, abogado, profesor mercantil, comandante de infantería, Medalla del Mutilado por la Patria, Gran Cruz de la Orden de Cisneros.[2]

Casó con Mercedes Pita Arechabala (m. 1995). El 16 de septiembre de 1985, previa orden del 22 de agosto del mismo año para que se expida la correspondiente carta de sucesión (BOE del 7 de septiembre), le sucedió su hijo:
- José María Riestra Pita (n. Madrid, 21 de julio de 1946), iv marqués de Riestra.[2]

Casó el 17 de marzo de 1972 con María Gabriela Marín Folgueras (n. 1947).